# Pediomelum subacaule
Pediomelum subacaule är en ärtväxtart som först beskrevs av John Torrey och Asa Gray, och fick sitt nu gällande namn av Per Axel Rydberg. Pediomelum subacaule ingår i släktet Pediomelum och familjen ärtväxter. Inga underarter finns listade i Catalogue of Life.

## Bildgalleri

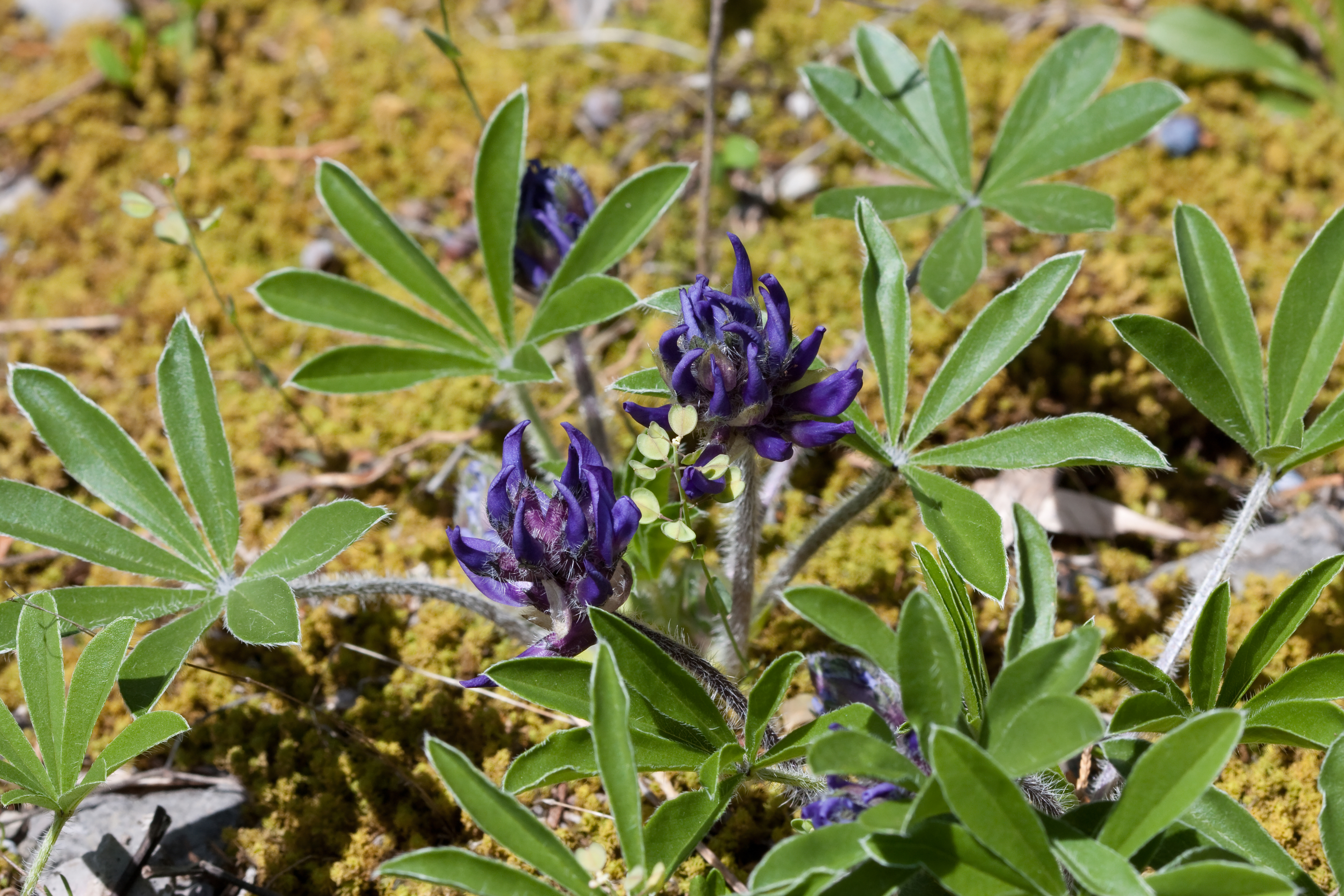